# Brotherhood of Man
Brotherhood of Man — британський поп-гурт, що досяг успіху в 1970-х, переможець пісенного конкурсу Євробачення 1976 р. з піснею «Збережи для мене поцілунки».
Створений в 1969 році автором пісень та продюсером звукозапису Тоні Хіллером, Brotherhood of Man спочатку була спільною назвою для мінливого складу співаків, що працювали для звукозапису. Першим їх хітом стала пісня «United We Stand». До 1973 року склад гурту остаточно сформувався і налічував чотирьох учасників — Мартіна Лі, Лі Шеріден, Нікі Стівенс і Сандри Стівенс. У 1970-х гурт став відомим завдяки таким хітам як «Kiss Me Kiss Your Baby», «Angelo», «Oh Boy (The Mood I'm In)» та «Figaro»". У рідній Великій Британії три сингли гурту досягали першої сходинки. Всього вони випустили 16 студійних альбомів, які були продані загальним накладом понад 15 мільйонів примірників.

## Учасники
Колишні учасники (1969—1972)

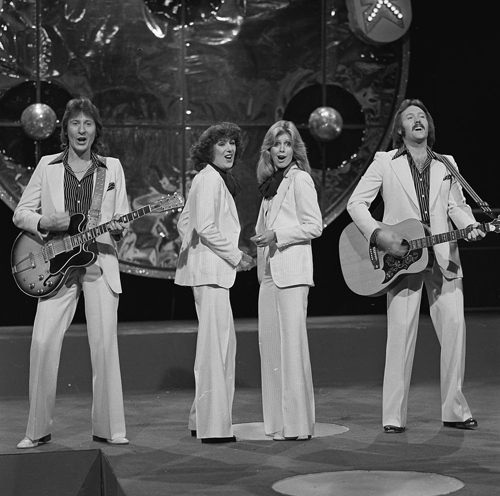
Brotherhood of Man у 1977

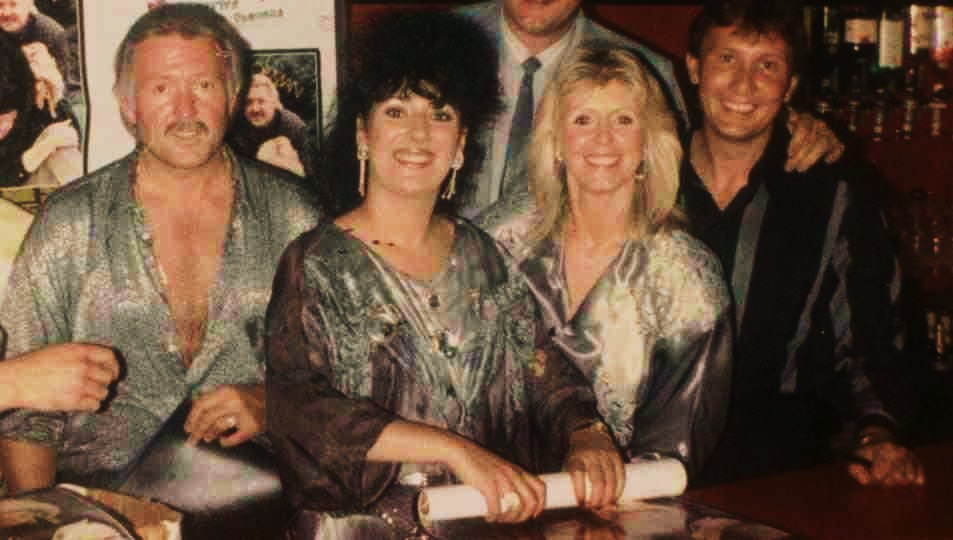
Brotherhood of Man наприкінці 1980-х

- Джон Гудісон (1969–71, помер у 1995)
- Тоні Берроуз (1969–70)
- Роджер Грінвей (1969–71)
- Сью Гловер (1969–72)
- Сонячний Леслі (1969–72)
- Хал Аткінсон (1971–72)
- Рассел Стоун (1971–72)

З 1972 — по теперішній час
- Мартін Лі (1972 —2024, помер у 2024)
- Лі Шеріден (1972–81, 1986 рр. — теперішній час)
- Нікі Стівенс (1972 — по теперішній час)
- Сандра Стівенс (1973 — по теперішній час)
- Баррі Аптон (1982–84)

## Дискографія
Альбоми
- United We Stand (Deram, 1970)
- We're the Brotherhood of Man (Deram, 1972)
- The World of the Brotherhood of Man (Decca, 1973)
- Good Things Happening (Dawn, 1974)
- Love and Kisses (Pye, 1976)
- Oh Boy! (Pye, 1977)
- Images (Pye, 1977)
- B for Brotherhood (Pye, 1978)
- Twenty Greatest (K-tel/Pye, 1978)
- Higher Than High (Pye, 1979)
- Singing a Song (Pye, 1979)
- Good Fortune (Dazzle, 1980)
- Sing 20 Number One Hits (Warwick, 1980)
- 20 Disco Greats / 20 Love Songs (Warwick, 1981)
- Lightning Flash (EMI, 1983)
- The Butterfly Children (1992)
- Greenhouse (1997)
- The Seventies Story (2002)